# Burmeistoplia scutellaris
Burmeistoplia scutellaris är en skalbaggsart som beskrevs av Hermann Burmeister 1844. Burmeistoplia scutellaris ingår i släktet Burmeistoplia och familjen Melolonthidae. Inga underarter finns listade.